# Élie Pilet
Élie Pilet, mort en 1287, était évêque de Périgueux d'avril 1268 à mai 1279 puis patriarche latin de Jérusalem de 1279 jusqu'à sa mort en hiver 1187.
Originaire du royaume de France, de naissance, il apporta en Terre sainte d'importantes sommes d'argent du pape Honorius IV. Il était de retour en Europe en 1286, lorsque l'archevêque de Tyr, Bonacourt de Gloire, couronna le nouveau roi Henri II de Chypre.
Sa présence est ensuite attestée à Rome en 1287. Durant son séjour en Europe, il fut représenté à Saint-Jean-d'Acre par un vicaire, Joseph de Chauncy (en). Il mourut à Rome en hiver 1187.